# Manlius (Illinois)
Manlius – wieś w Stanach Zjednoczonych, w stanie Illinois, w hrabstwie Bureau.